# Cyrtandra platyphylla
Cyrtandra platyphylla är en tvåhjärtbladig växtart som beskrevs av Asa Gray. Cyrtandra platyphylla ingår i släktet Cyrtandra och familjen Gesneriaceae. Inga underarter finns listade i Catalogue of Life.

## Bildgalleri

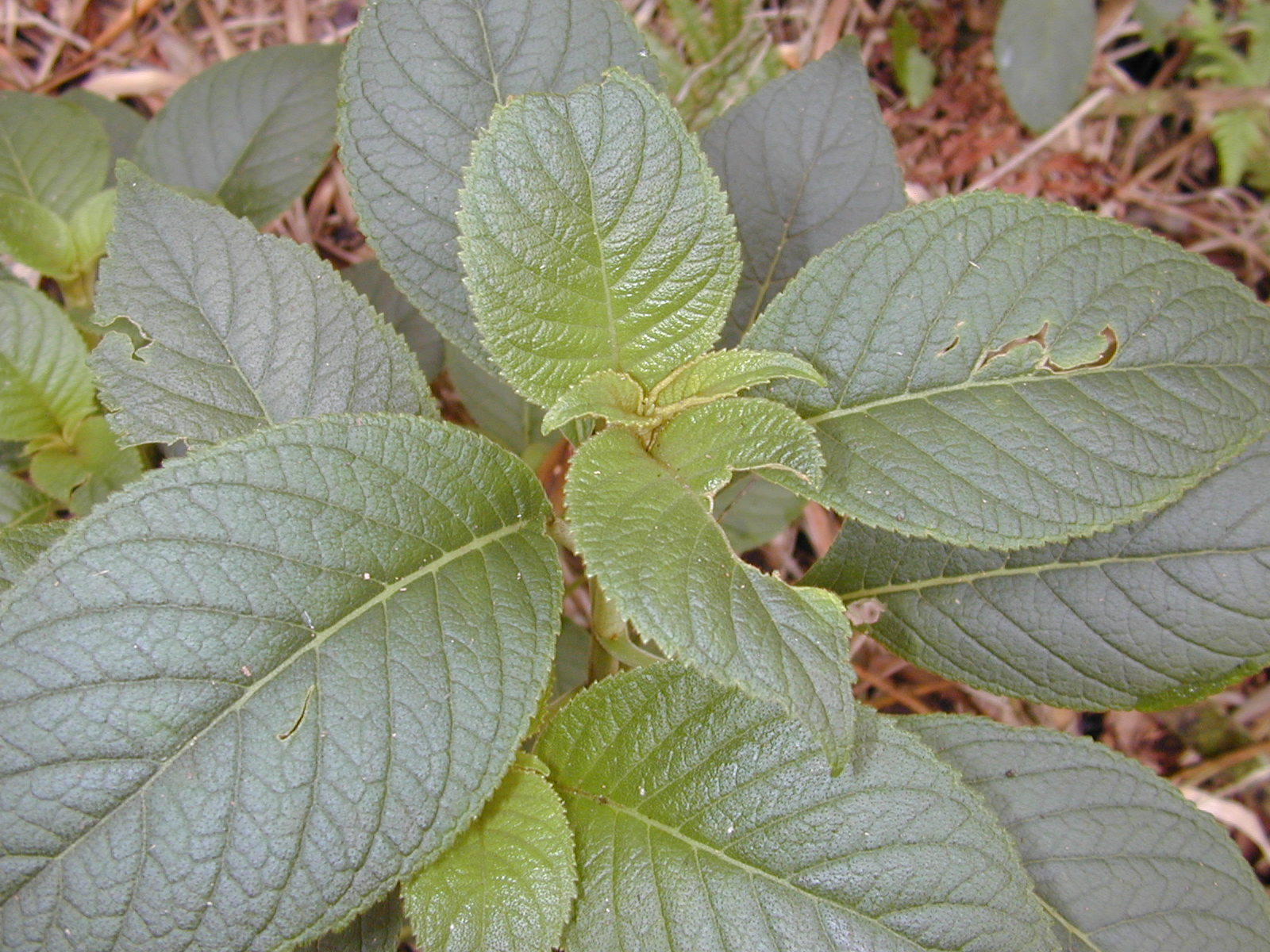
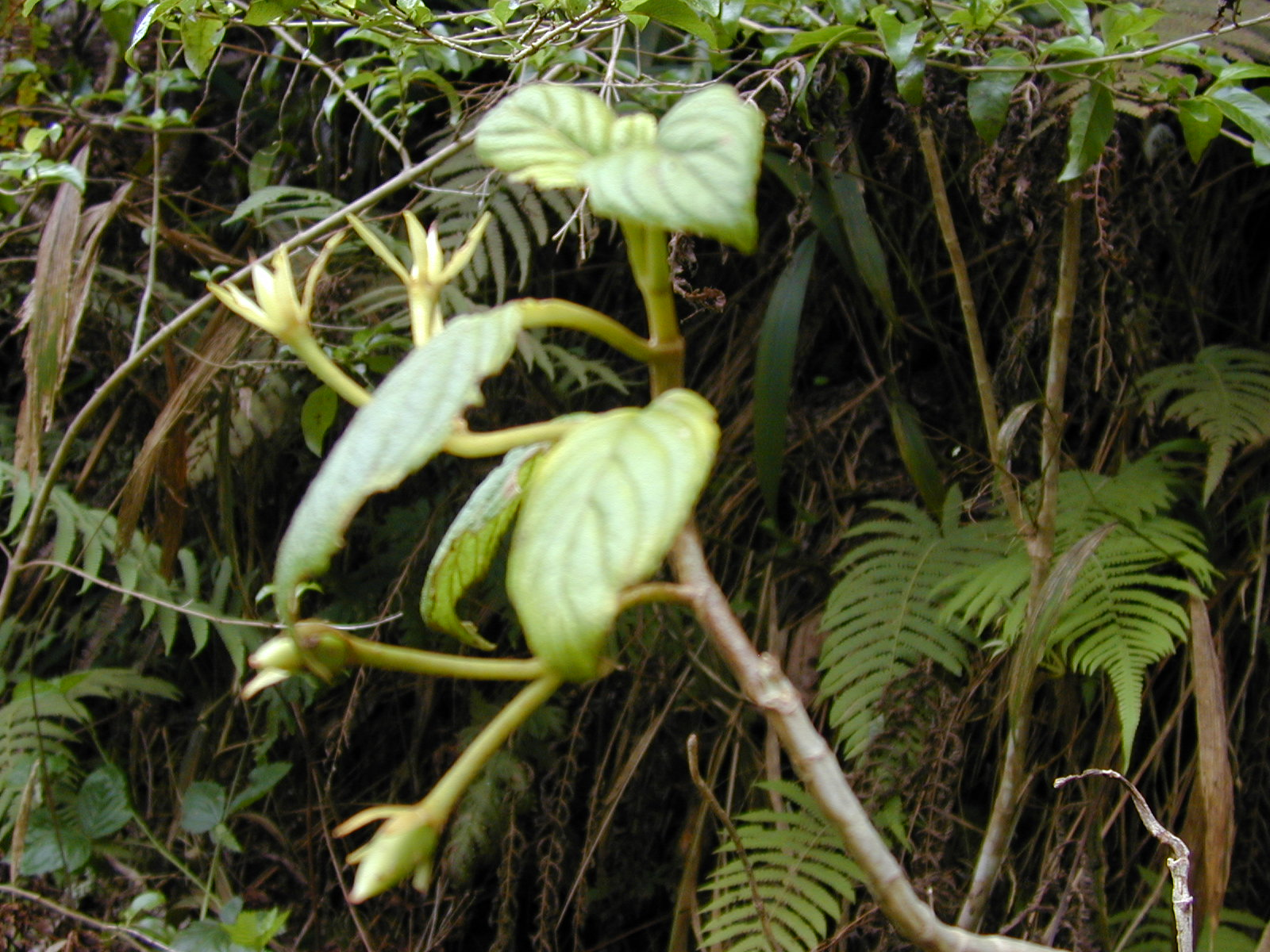
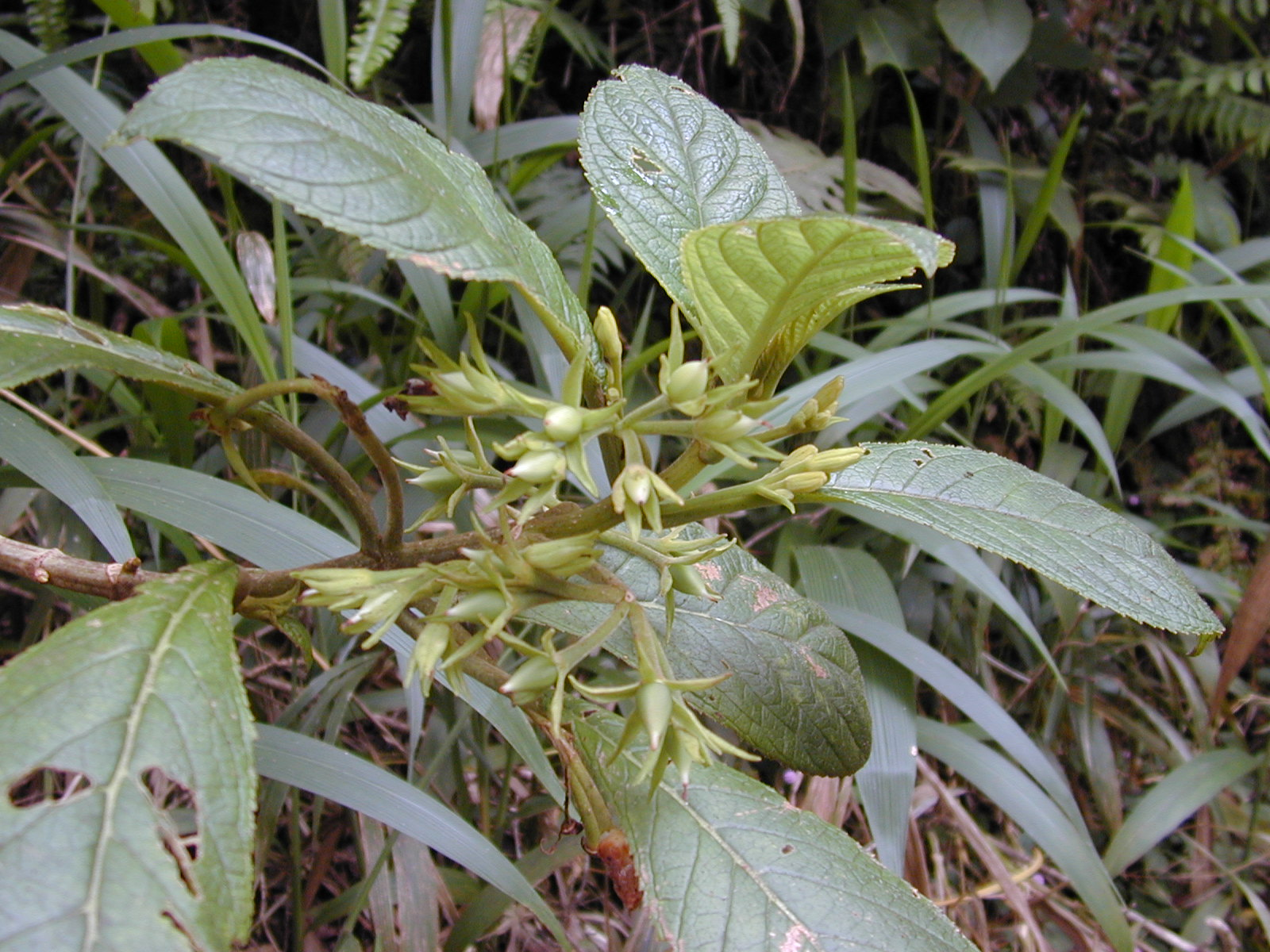
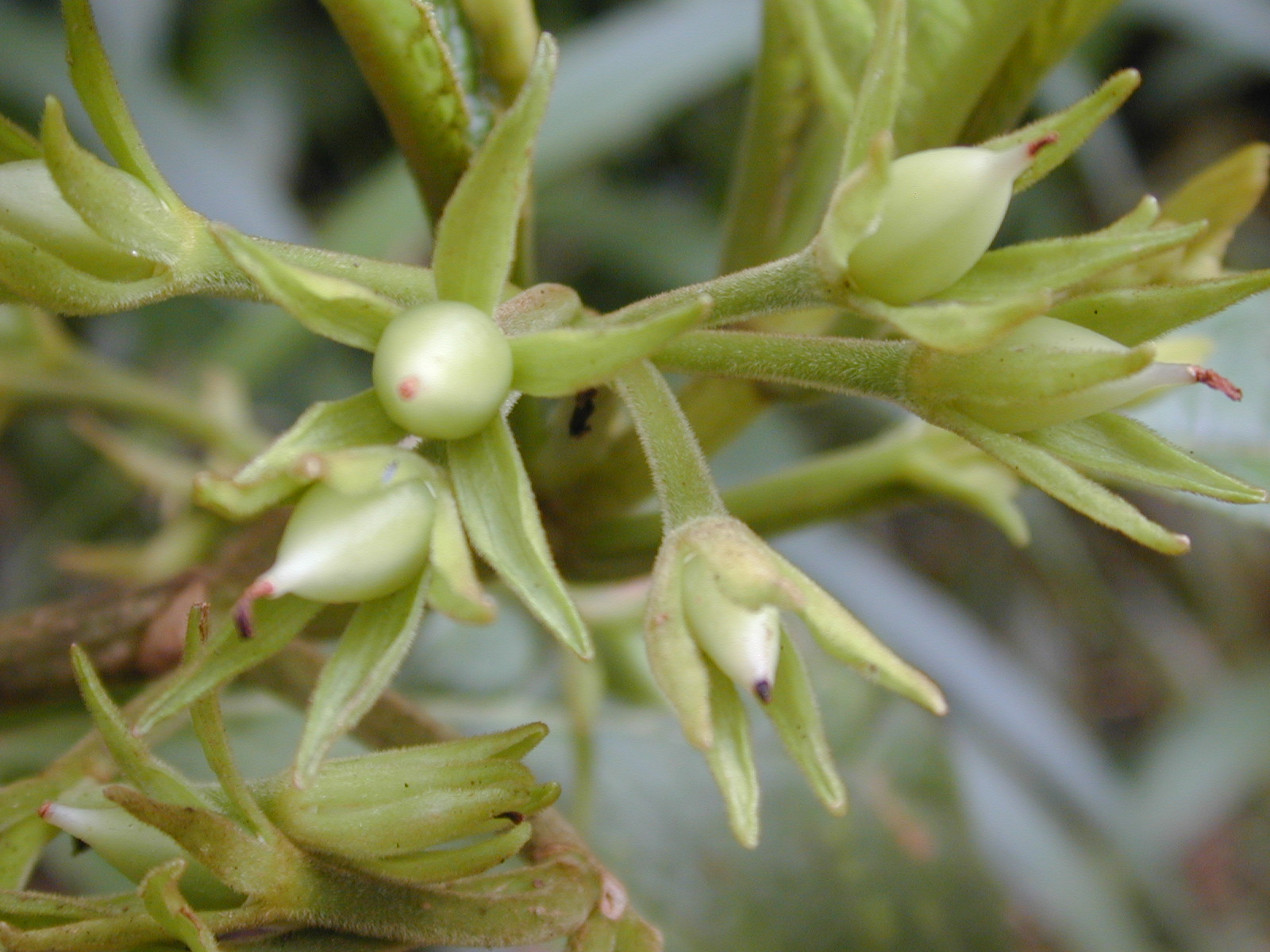